# Плаг (музыка)
Плаг, также плагг (англ. plugg, с англ. — затычка, электрическая вилка) — поджанр трэпа, сложившийся в 2015 году в Атланте, США. Характеризуется упором на минималистичный стиль битов, драм-партий и наличием в них элементов ритм-энд-блюза.

## История

### Происхождение
Впервые плаг, как самостоятельный жанр, получил своё название в середине 2015—2016 года, в то время, как его популяризировали такие исполнители как Playboi Carti, Nebu Kiniza и прочие. Основоположником ещё не сложившегося жанра является музыкальный продюсер Zaytoven, положивший ему начало ещё в далёком 2010—2012 году. Музыка данного типа отличается использованием инструментов из ритм-энд-блюза, минималистичной драм-партией и, в редких случаях, сильным перегрузом 808-баса.
В 2015 году исполнитель Rich the Kid выпускает трек под названием «Plug», спродюсированный MexikoDro, чем вызывает интерес у слушателей необычным звучанием бита, а также специфическим текстом — продажа наркотиков, заработок денег нелегальными путями и прочее. Впоследствии, Рич отказался платить Мексико. Позднее, на этот же, чуть видоизменённый бит, выходит трек «Gassed Up» от исполнителя Nebu Kiniza. В тот момент началась популяризация плага как самостоятельного поджанра. Одним из пионеров того времени был также Playboi Carti, выпустивший трек «Broke Boi» чуть раньше, чем Небу выпустил «Gassed Up».

### Первая волна популярности
Под руководством одного из плаг-продюсеров было сформировано объединение под названием BeatPluggz. В нём состоят такие битмейкеры и исполнители как BeatPluggTwo, StoopidXool, PoloBoyShawty, MexikoDro и прочие. Каждый из них так или иначе отличается своим уникальным звучанием. StoopidXool начал популяризацию жанра evil и dark плаг. В сообществе считают, что все поджанры поджанра — выдуманные, на самом деле не существуют. Сам же продюсер не даёт никаких комментарий по поводу своего специфического стиля битов.
Существенное влияние на плаг-музыку оказал продюсер из Атланты под псевдонимом MexikoDro, раннее работавший с Playboi Carti. Как считают многие, именно он вывел данную музыку в массы. К слову, благодаря MexikoDro зародилась тенденция делать плаг-биты с использованием синтезатора Purity в FL Studio, хотя сам продюсер признаётся, что раннее Purity использовал не настолько часто, чем его используют современные плаг-битмейкеры.

### Вторая волна: plugg
В 2020 году на ожидаемом микстейпе Дрейка появляется один из треков под названием «From Florida With Love», своеобразный стиль которого стал самым обсуждаемым среди фанатов. Продюсер MexikoDro также поделился общим впечатлением работы с исполнителем. В то же время, начинает активно популяризироваться исполнитель KA$HDAMI, получивший популярность благодаря треку «Kappin Up» и «Reparations», спродюсированный Milanezie — голландским плаг-битмейкером. С этого момента следует вести отсчёт новой эры плаг-музыки, или, как правильно говорить — её возрождение.
Ещё в 2017 известные в узких кругах продюсеры XanGang, Thrillboy, AltoSGP, Rob $urreal начинают популяризировать жанр pluggnb. Специфическое звучание битов, элементы ритм-энд-блюза, успокаивающие мелодии быстро привлекли внимание как артистов, так и их слушателей. Пионерами данного жанра по праву являются Summrs, Autumn!, KanKan и другие. Застой в звучании сохранялся до 2019—2021 года. С приходом продюсеров Goyxrd, axjunior и прочих кардинально изменилось понятие pluggnb как поджанра плага. В России данная музыка развита слабо.

### Распространение микро-поджанров
7 июня 2022 года на официальном канале SoundCloud на видеохостинге YouTube вышел документальный фильм: «Scenes: plugg» рассказывающий про зарождение данного поджанра. В нем приняли участие такие значимые для плагга фигуры как: MexikoDro, Nebu Kiniza, Diego Money, CashCache, TonyShhnow и др.

## Региональные сцены
Из США, жанр в 2010-х и 2020-х стал распространяться и в Европу, в частности во Францию и на постсоветское пространство.

### Россия и постсоветское пространство

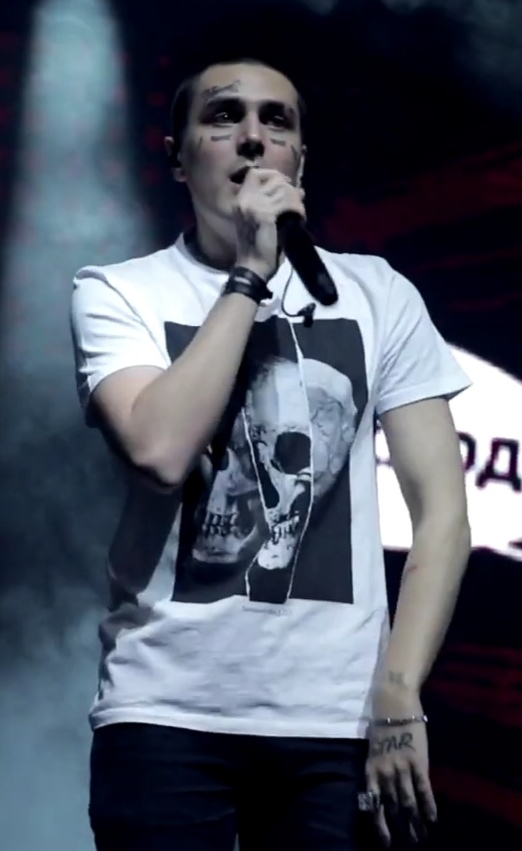
Face, ранний приверженец плага в России

В России plugg изначально был назван минималистичным трэпом. Face считается первым рэпером из России, начавшим делать музыку в этом жанре в 2015 году. Первыми треками исполнителя в этом стиле являются «Кот» и «Vans», спродюсированные музыкальным продюсером MexikoDro.
В 2018 году Big Baby Tape выпускает Hoodrich Tales — EP, выполненный полностью в жанре plugg.
Rocket, ещё один российский рэпер, популяризировал plugg в России своим EP «Supreme Swings», выпущенным в 2020.
Большинство plugg треков в России были спродюсированы продюсерами FrozenGangBeats, Presco Lucci, Neyba Chap, NastyBoy Boo.
В 2020, в России появился поджанр плага — опер плаг (oper plugg), название которого происходит от слова «оперстиль», символизировавшего российскую субкультуру Дагестанских гопников и их сленг. Жанр был популяризирован лейблом «кумар рекордс», состоящим из исполнителей джугмейн178рус, ЭрикМеф, лилбойтага, а также одиночными исполнителями Sberbangzshawty, xanaxrehabclub, Валюта Скуратов, uglystephan, Unki и другими.